# Josef Schirpenbach

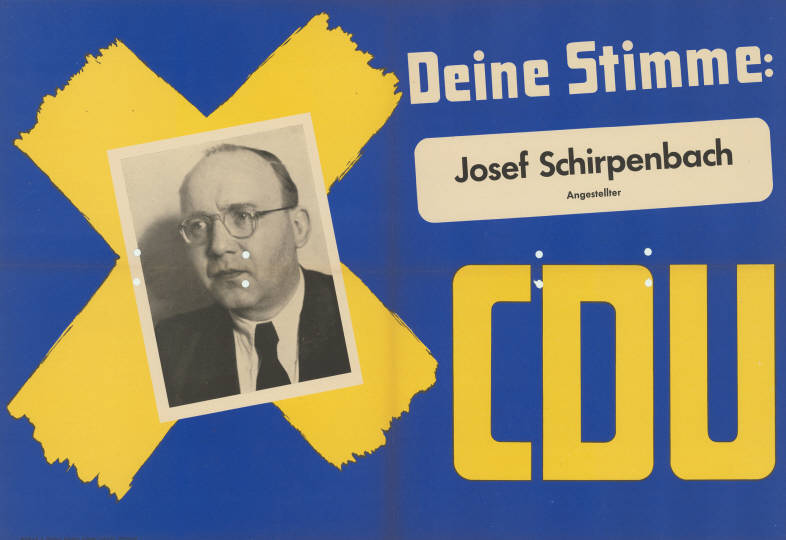
Josef Schirpenbach auf einem Landtagswahlplakat 1950

Josef Schirpenbach (* 7. April 1906 in Witten-Ruhr; † 8. April 1970) war ein deutscher Politiker (CDU). Er gehörte dem Landtag von Nordrhein-Westfalen von 1946 bis 1950 und von 1958 bis 1962 an.

## Leben
Schirpenbach besuchte nach der Volksschule das Realgymnasium und erwarb durch eine Begabtenprüfung das Recht zu studieren. Von 1929 bis 1933 studierte er an der Wirtschafts- und Verwaltungsakademie in Bochum und bestand die Diplomprüfung im Fach der Sozialwissenschaften. Anschließend studierte er an der Wirtschaftshochschule in Berlin und an der Universität Posen. Bis 1951 war er bei der Bergbau-Berufsgenossenschaft in Bochum tätig. Ab Januar 1953 war er Direktor der Landesversicherungsanstalt Westfalen in Münster.

## Politik

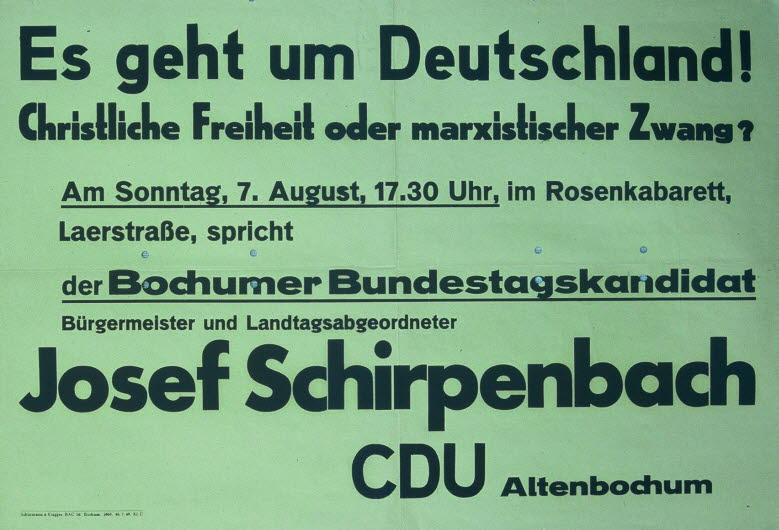
Ankündigung für eine Wahlkampfveranstaltung mit Schirpenbach im August 1949

Schirpenbach war von 1929 bis 1933 Vorsitzender des Windthorstbundes Bochum und von 1931 bis 1933 Stadtverordneter für die Deutsche Zentrumspartei in Bochum. Ab 1946 war er Mitglied der CDU, deren Kreisvorsitzender in Bochum er von 1946 bis 1952 war. Von 1948 bis 1952 war er zudem noch Bezirksvorsitzender der CDU und ab 1951 Landesschatzmeister der CDU Westfalen. Er war außerdem Mitglied des Bundesausschusses für Sozialpolitik der CDU. In den Jahren 1946 bis 1952 war er Bürgermeister der Stadt Bochum und ab Oktober 1951 Landrat. Schirpenbach wurde in der zweiten Ernennungsperiode zum Abgeordneten des Landtages von Nordrhein-Westfalen bestimmt und wurde in der ersten regulären Wahl im Wahlkreis 102 Bochum-Nordwest direkt gewählt. Er gehörte dem Landtag somit vom 19. Dezember 1946 bis zum 17. Juni 1950 an. In der vierten Wahlperiode rückte er am 19. Dezember 1958 in den Landtag nach und gehörte diesem nochmals bis zum 20. Juli 1962 an.

## Auszeichnungen
- 1966: Ehrenring der Stadt Bochum[1]